# Biscuiterie nantaise
 (avril 2015).
Si vous disposez d'ouvrages ou d'articles de référence ou si vous connaissez des sites web de qualité traitant du thème abordé ici, merci de compléter l'article en donnant les références utiles à sa vérifiabilité et en les liant à la section « Notes et références ».
Pour les articles homonymes, voir BN.
La Biscuiterie nantaise (BN) est une biscuiterie industrielle française, emblématique de la ville de Nantes, qui fabrique des biscuits, notamment la marque commerciale « choco BN ». En 1997, l'entreprise est achetée par le groupe britannique United Biscuits. Ce groupe appartient au groupe turc Yıldız Holding depuis 2014.

## Activité
La « Biscuiterie nantaise » est une fabrique de biscuits historiquement implantée à Nantes (aujourd'hui à Vertou). Longtemps entreprise à capital familial, elle est désormais adossée à des multinationales (General Mills à partir de 1969, PepsiCo en 1992 puis depuis 1998 à United Biscuits lui-même contrôlé par PAI et Blackstone) depuis fin 2006. Elle n'est aujourd'hui plus dirigée par les familles nantaises fondatrices Cossé et Lotz.
La fabrique est connue pour avoir produit durant les deux guerres mondiales les fameux pains de guerre, le « hard bread », destiné à nourrir les soldats au front, puis les biscuits caséinés riches en calories et peu coûteux. Durant les périodes de rationnement, ils étaient distribués dans les écoles et aux prisonniers de guerre. La biscuiterie connut un essor commercial avec son Cas’ Croûte, puis un nouvel essor avec Choco BN dont le biscuit fut désormais fourré au chocolat. Cependant, les ventes de Choco BN chutèrent de 40 % entre 2016 et 2019 et la production est passée à 18 700 tonnes en 2018.

## Histoire

### Fondation en 1896
La Biscuiterie Nantaise (BN) est fondée en 1896 à Nantes, dans le quartier autour de la place François-II dans l'île de la Prairie-au-Duc (au nord-ouest de l'actuelle île de Nantes), par un groupe de négociants locaux.
Dix mois après sa création en 1897 la fabrique est dissoute et reprise par Pierre Cossé (petit-fils du fondateur des candiseries Cossé-Duval) et Pierre Pelletreau (issus de familles de raffineurs de sucre nantais). Le nom d’usage, Biscuiterie Nantaise (ou BN), est conservé. La même année, le petit breton de BN est lancé. De 1898 à 1902 le chiffre d’affaires de la biscuiterie est multiplié par trois grâce à des produits comme les madeleines, les boudoirs, les macarons… Le 13 juillet 1902 un important incendie provoque l’arrêt de l'activité de l’usine pendant quatre mois. Pierre Cossé, alors seul aux commandes de la fabrique, fait reconstruire l’usine dans un nouveau matériau : le béton armé. À la fin de l’année, André Lotz-Brissonneau, issu d'une famille de grands industriels nantais de la construction mécanique (Brissonneau et Lotz), fils d'Alphonse Lotz-Brissonneau et petit-fils de Mathurin Brissonneau, rejoint Pierre Cossé à la tête de la biscuiterie qui devient la Société P. Cossé, A. Lotz et Compagnie, avec comme simples commanditaires : Mme Thomas, Mme veuve Dominique Cossé, M. Lotz père, Maurice Cossé, Paul Cossé, Dominique Cossé, M. (Robert) Marc, M. de Goulet, M. Bretesche, M. Barau et M. Ceineray.

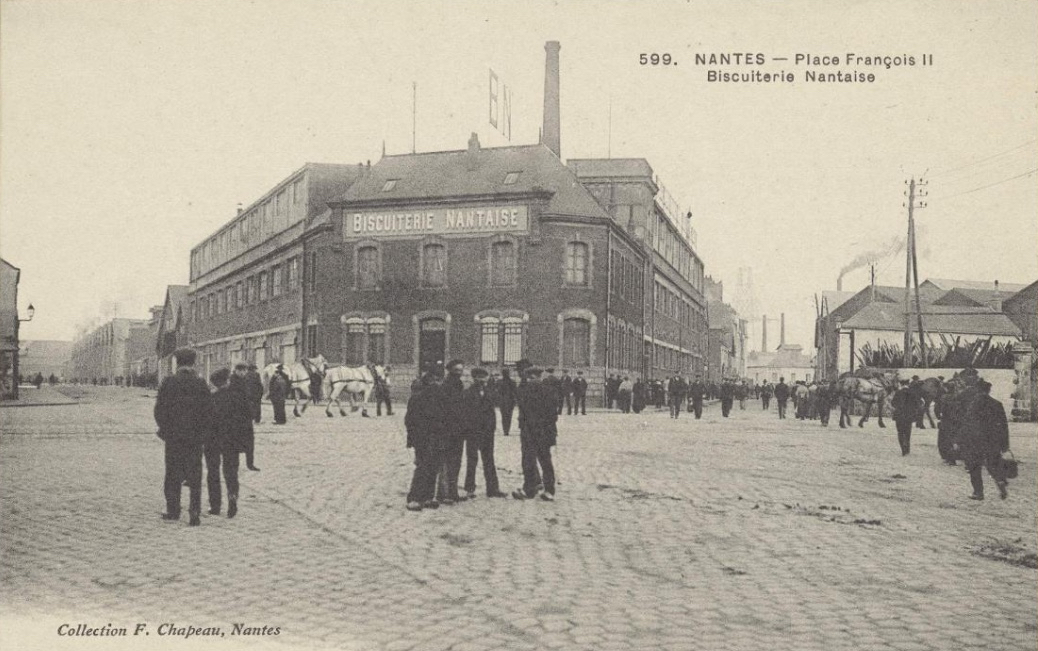
Les usines de la Biscuiterie nantaise construites en 1904, place François-II, sur l'île de Nantes.
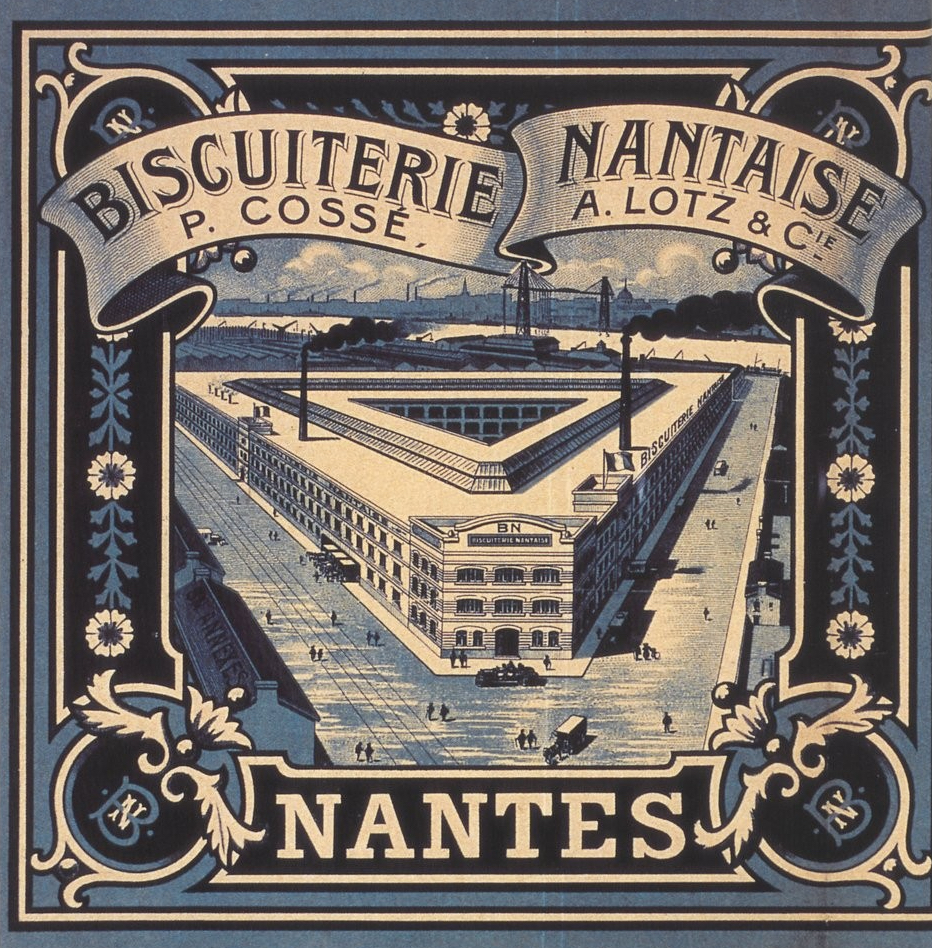
Biscuiterie nantaise P. Cossé, A. Lotz & Cie - Nantes.

### Première et Seconde Guerre mondiale
Durant la Première Guerre mondiale, de 1914 à 1918, l'organisation de l’usine est bouleversée. Les jeunes ouvriers sont réquisitionnés et la BN se voit attribuer la fabrication du fameux pain de guerre, le « hard bread », qui est destiné à nourrir les soldats pour le front. L’armée américaine s’intéresse de près à la BN, et signe un premier gros contrat en 1916 pour la fabrication de 500 tonnes de biscuits. Puis en 1918 le partenariat avec l’armée américaine se poursuit, entraînant un gros volume de fabrication de biscuits qui seront partiellement envoyés vers les États-Unis.
Au lendemain de la Première Guerre mondiale, la BN tire parti de son expérience dans la fabrication du hard bread et lance en 1922 son fameux Casse-croûte BN. Ce biscuit simple et économique connaît un succès fulgurant et devient l'un des aliments constitutifs du régime alimentaire de l'ouvrier et de l'écolier. Le premier biscuit populaire est né !
Démarrage du premier four à gaz en 1925 qui remplacera progressivement le four à charbon, dans le cadre de la modernisation de l’outil de transformation.
À partir de 1932, BN connaît un succès national avec son biscuit fourré « Choco Cas’ Croûte ». En 1936, une unité de fabrication de 5 000 m2 est construite à Compiègne, rue Carnot pour ouvrir un an plus tard dans le but de renforcer la présence du BN sur le marché parisien.
André Lotz se retire de l’entreprise et laisse la cogérance à son fils Raymond Lotz, qui récupère une entreprise performante. L'année 1939 voit l'innovation par l'acquisition de fours à bandes, qui permettent la transformation en continu. Mais en septembre 1939 la Seconde Guerre mondiale éclate entraînant la reprise de la fabrication du « hardbread » et de biscuits caséinés. Ces biscuits riches en calories et peu coûteux, en période de rationnement ont été distribués dans les écoles par le Secours National et aux prisonniers de guerre. Le principal fondateur de la biscuiterie, Pierre Cossé, décède en 1947. C'est son fils, Georges Cossé, qui prend sa suite aux côtés de Raymond Lotz. C'est le cinquantième anniversaire de la BN.

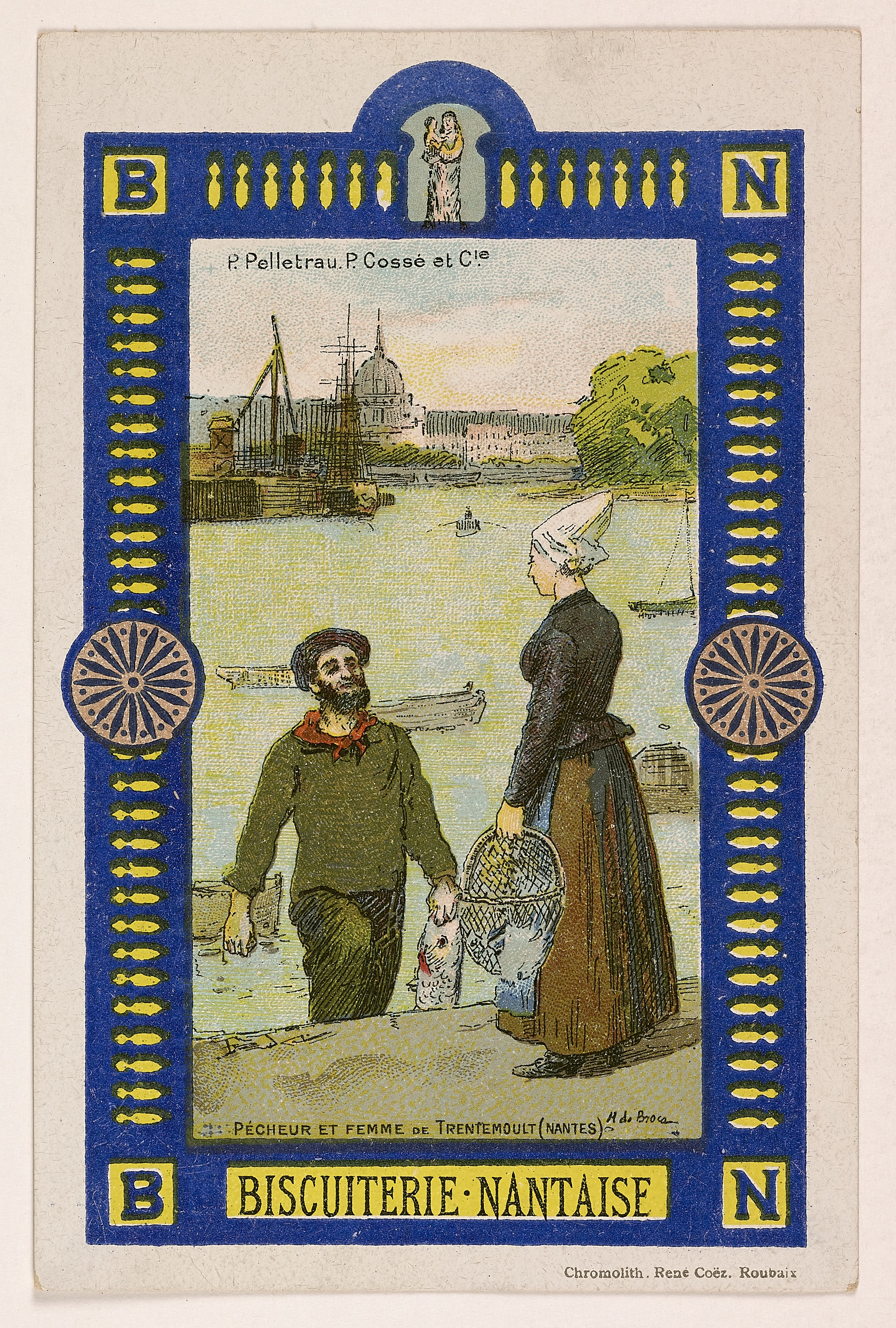
Image publicitaire de la Biscuiterie Nantaise : Pêcheur et femme de Trentemoult (avant 1948).
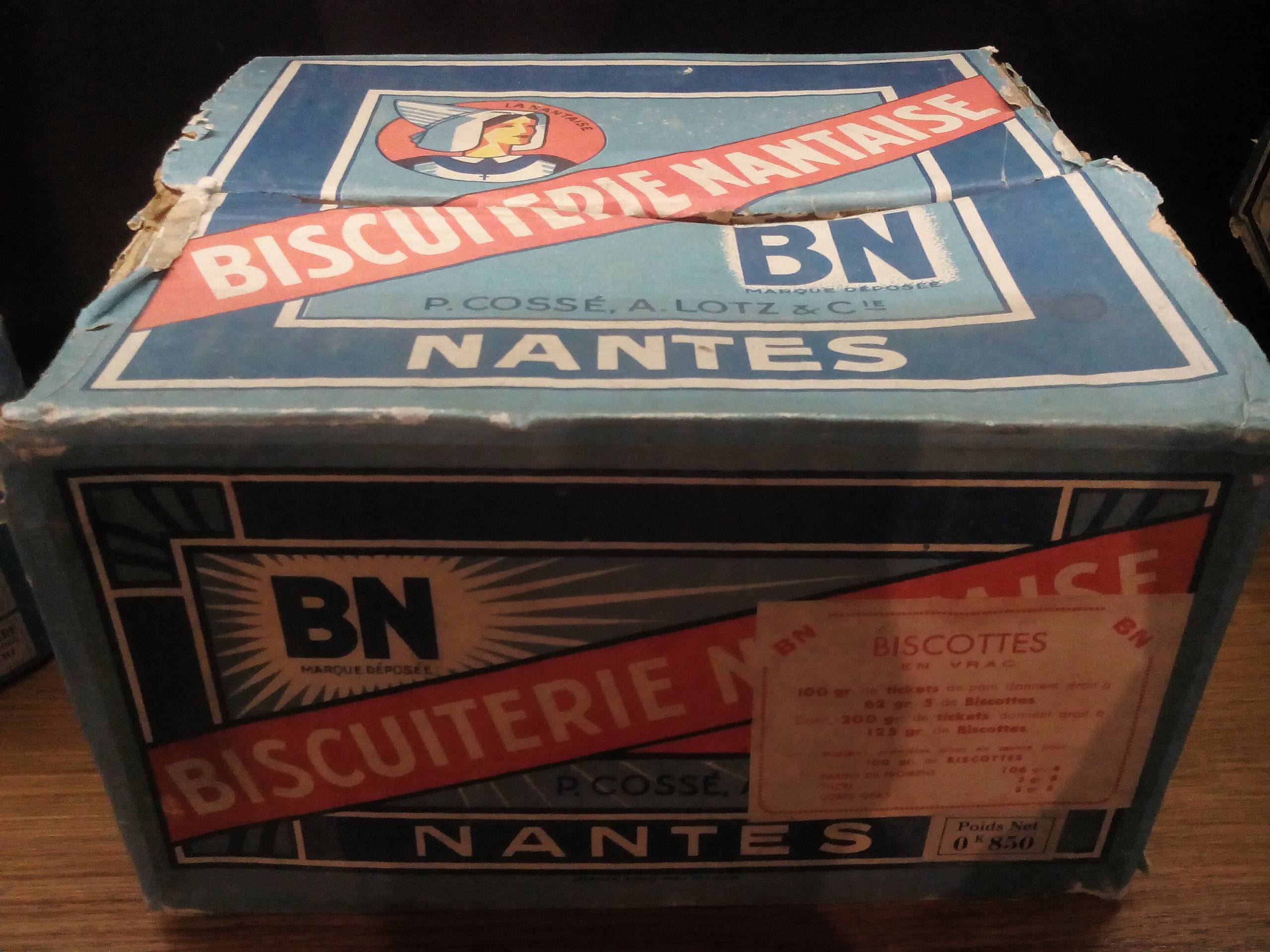
Biscottes en vrac, Biscuiterie Nantaise, pendant la Seconde Guerre mondiale.

### Les Trente Glorieuses
À partir de l'été 1952, une campagne promotionnelle novatrice est lancée sous l'impulsion de Louis Linÿer, directeur de la publicité, qui en deviendra rapidement directeur général : la tournée des plages. En allant au contact de la population en vacances et en assurant la promotion du Choco BN, « le goûter complet, le goûter tout prêt », la société se pose comme l’un des précurseurs du marketing direct. En 1955, afin de relancer les ventes du « Casse-Croûte BN », le produit change de positionnement et est désormais montré comme un aliment du petit déjeuner (trempé dans le lait, avec du beurre…).
En 1959 dans le site de Nantes, une ligne de transformation entièrement automatisée est mise en service pour faire face à la demande croissante.
De 1961 à 1963, une nouvelle unité de transformation de 4 000 m2 à Vertou est construite dans la zone industrielle de la Vertonne, au 27 route du Mortier Vannerie. Cette nouvelle usine située au sud-est de Nantes, à l’origine consacrée à la pâtisserie industrielle, va progressivement s’orienter vers la fabrication de goûters (notamment le Choco BN) puis à la diversification des parfums fraise, à la vanille, à l'abricot. La diversification est accélérée grâce à l'adossement de la biscuiterie à l'américain General Mills à la fin de la décennie. En 1965 sort le premier paquet « familial » contenant seize Chocos. En 1966 un projet de fusion entre les biscuiterie BN, l'Alsacienne et Brun est abandonné ; les deux dernières se grouperont avec LU deux ans plus tard en 1968.
BN se recentre sur le marché du goûter qui est en plein essor, au détriment de la pâtisserie industrielle. Toujours à la direction de la biscuiterie avec la famille Lotz, la famille Cossé voit Lionel Cossé succéder à son père Georges en tant que président-directeur général aux côtés de Raymond Lotz.
En 1970, BN devient majoritaire dans les établissements MBR maîtres biscottiers réunis à Carquefou, qui fabrique la biscotte « La Clochette »[réf. nécessaire]. 1971 est l'année du lancement de la première gamme de biscuits salés, sur le marché du snacking, « Crakitos ». (cinq variétés : pizza, fromage, cacahuète, hotchas, barbecue) gamme variée -pour l'époque. En 1972, BN lance son premier spot publicitaire télévisé. La biscotterie MBR à Carquefou est rachetée à 100 % par la BN pour augmenter la capacité de fabrication. Sous l'impulsion de Louis Linÿer, directeur général, de grandes tournées sont organisées sur toutes les plages de France. Le choco est le "quatre heures" national des enfants. En 1974, le site de Carquefou est réaménagé pour se spécialiser dans la fabrication des salés.

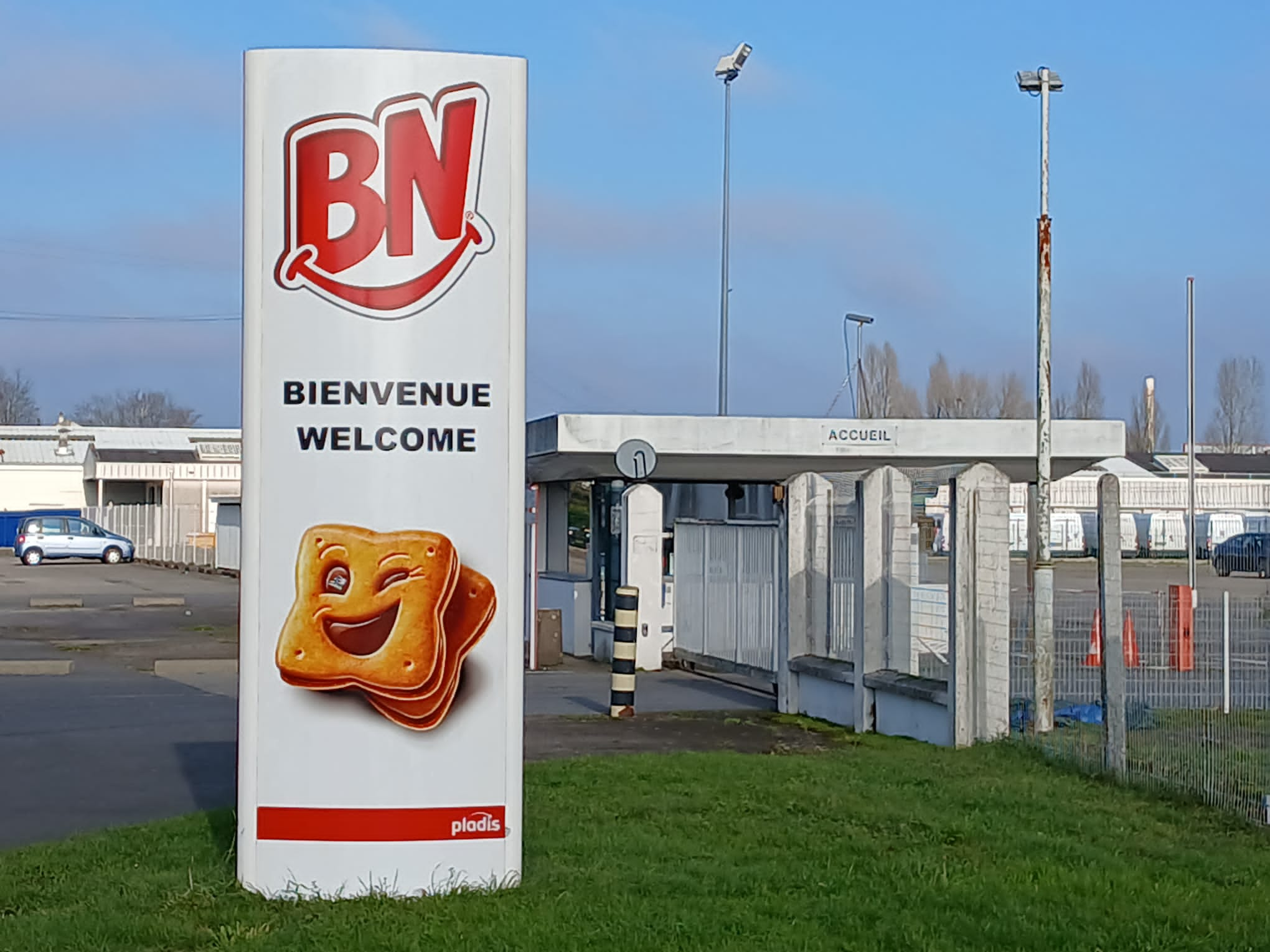
Totem à l'entrée de l'usine BN de Vertou.
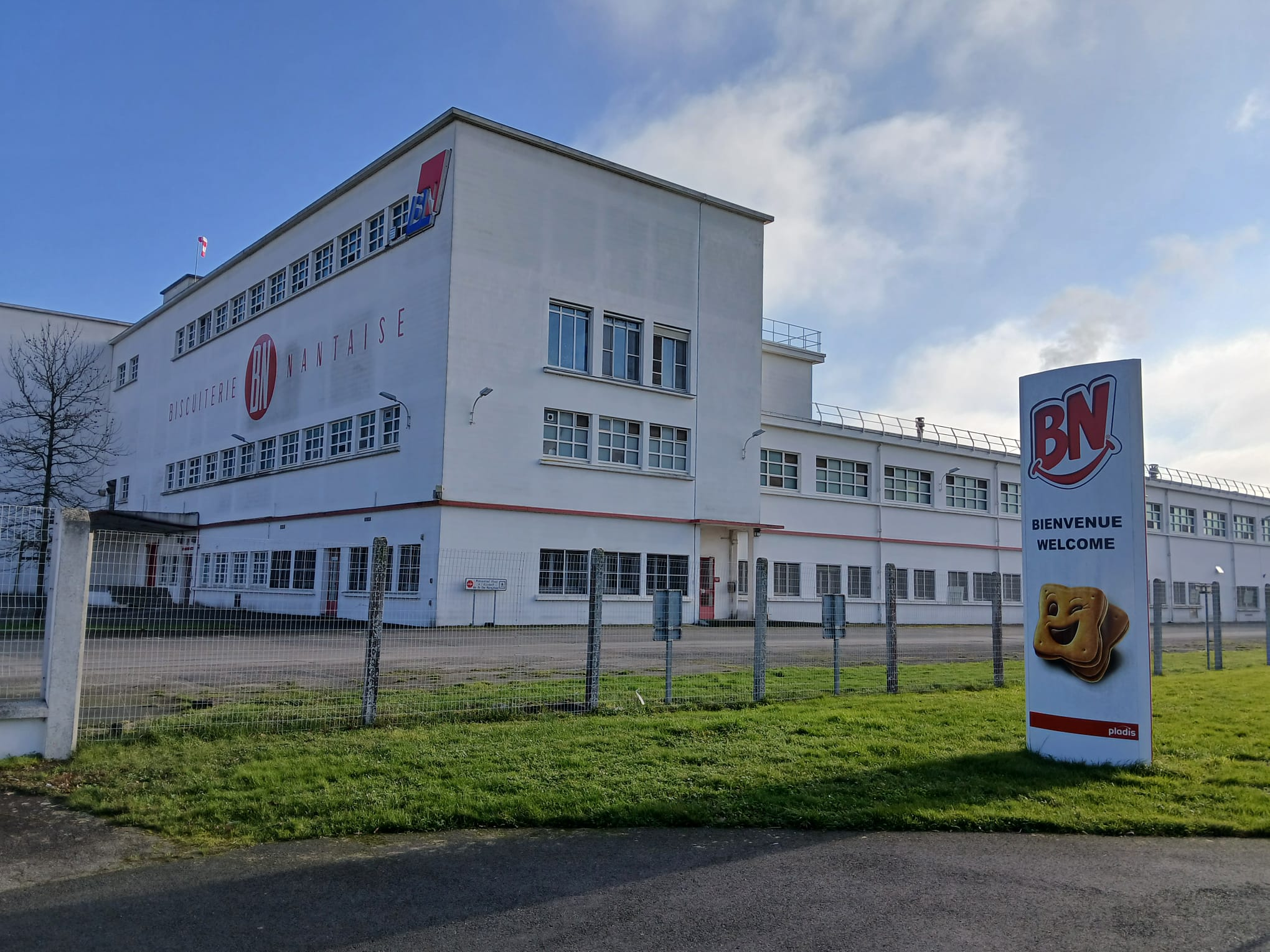
Usine BN de Vertou.

### Arrivée de General Mills
En 1973, les familles Lotz et Linÿer cèdent leurs parts aux américains de la General Mills et se retirent de l'entreprise : avec le retrait de ces deux grandes familles nantaises, le choco devient américain.
En 1977, une nouvelle unité de transformation est mise en service à Compiègne. En 1980, un centre de recherche et développement est créé sur le site de Vertou. Le site historique de la place François-II ferme en 1981, le nouveau siège social est inauguré sur l’île Beaulieu, à Nantes. Guy Scherrer est nommé à la direction générale de BN. En 1986, en réaction au déclin des ventes du « Choco BN », notamment dû à l'arrivée choco Prince de LU sur le marché, un plan d’action pour « Sauver le BN » est lancé. L'emballage du produit est retravaillé, la saveur du biscuit est améliorée grâce aux équipes de recherche et développement, et une communication efficace est menée. Le plan est un succès pour le « Choco BN ». Des parts de marché sont vite regagnées (elles passent de 27 % à 35 % en l’espace de deux ans). Cette hausse s’explique en partie par l'arrivée de la « BN Box » (la Boîte à BN). C'est un boîtier rigide qui permet de transporter un ou deux chocos, pratique pour les écoliers.
Regroupement en 1991 de l’activité « snacking salé » autour de trois grandes marques : Fritelle, Cahouète et Bugles. Cette dernière, propriété de General Mills et déjà commercialisée outre-Atlantique, est lancée en France sous la bannière BN.

### De Pepsi à United Biscuits
En 1992, la BN passe entre les mains du groupe américain PepsiCo, lorsque ce dernier regroupe ses activités en Europe avec celles de General Mills. Le « Choco BN » est agrémenté d'un sourire pour relancer les ventes, mais globalement la fabrication de biscuits sucrés est délaissée par Pepsi, qui préfère développer sa branche « salé », avec fabrication notamment de chips. BN est alors une marque-ombrelle sous laquelle sont vendus Doritos, Fritelle, Cahouète et 3-D's.
Nouveau changement de propriétaire en 1998 : les marques de la branche « salé » de la BN sont conservées au sein de PepsiCo, le site de Carquefou (principalement destiné à la gamme salée) est fermé et les unités de transformations sucrées sont transférées à Compiègne. La Biscuiterie Nantaise est l'objet d'un achat par le britannique United Biscuits, opération par laquelle ce dernier cède à PepsiCo l'australienne The Smith's Snackfood Company (en), et reçoit en échange la BN appartenant à PepsiCo. Cet échange entre les sociétés mères de la Smiths Snackfood et la BN (branche « sucré » uniquement) est l'objet de la vente.
En 1998, BN ferme son site de Compiègne : il ne restait plus qu'une seule ligne fabrication de biscuits Choco Cas'Crôute. En décembre 2006, la société mère de la BN, United Biscuits, est rachetée en association par les groupes d'investissements américain Blackstone et français PAI partners [réf. nécessaire].
Au Royaume-Uni, les BN sont vendus depuis 2013 comme un sous-produit de la marque McVitie's, très populaire dans ce pays : McVitie's BN.
En 2014, Blackstone et PAI partners revendent la société mère de BN, United Biscuits, au groupe turc Yıldız Holding pour environ 2,55 milliards d'euros.

## Logotypes

Premier logo
Logo de 2006 à fin-2011
2011 - 2016
Logo actuel

## Produits

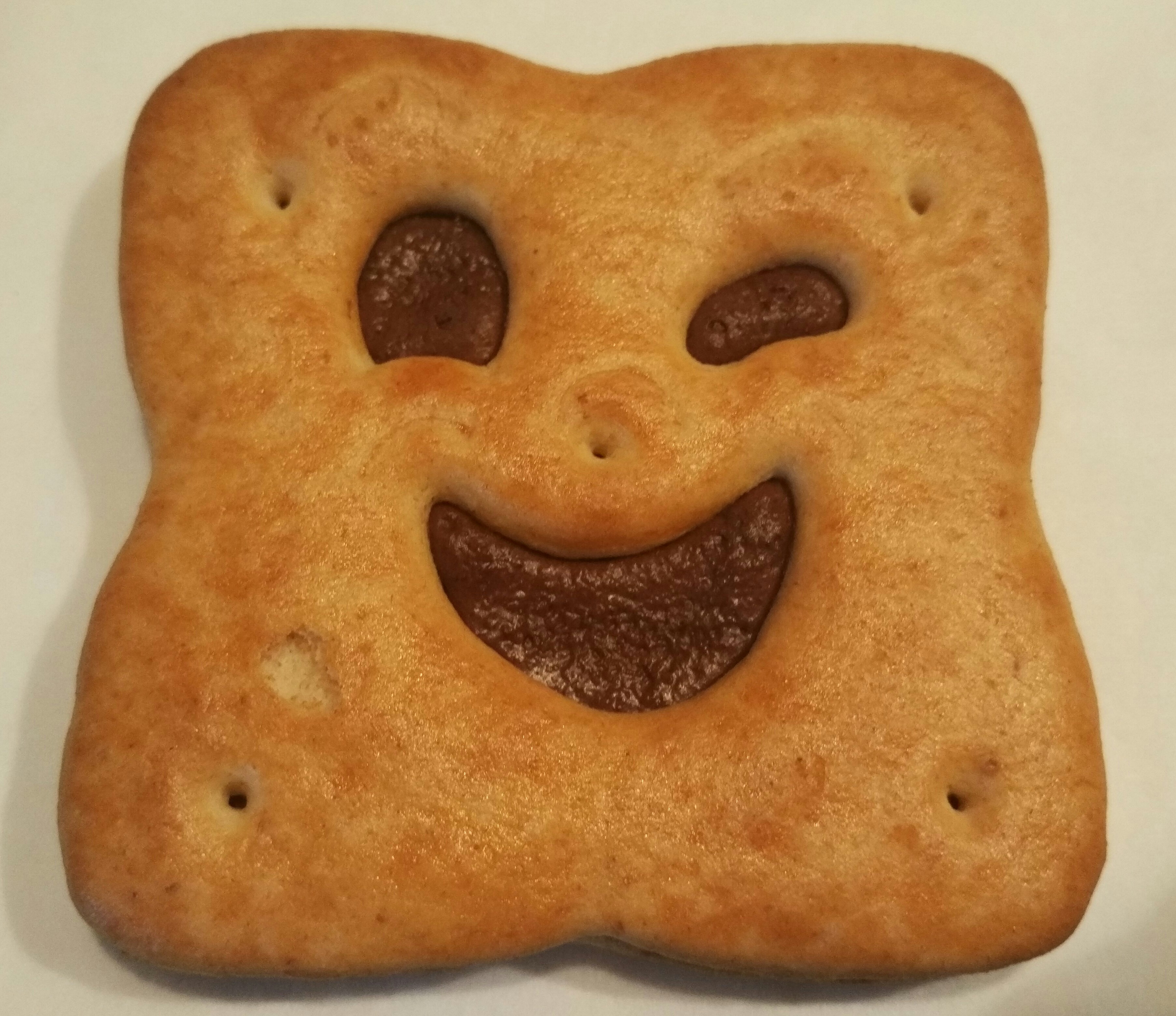
Choco BN.

- BN Goûters Fourrés
- BN Pocket
- Mini BN
- Casse-Croûte BN
- Ptit'déj BN
- Choco Star
- Tarto Choco
- Cœur gourmant
- Choc'Land
- Del'Ice

- Choco BN.

### Anciennes gammes BN
- Petit Breton
- Choco Cas' Croûte
- Crakitos
- Triguitos
- Fritelle
- Cahouète

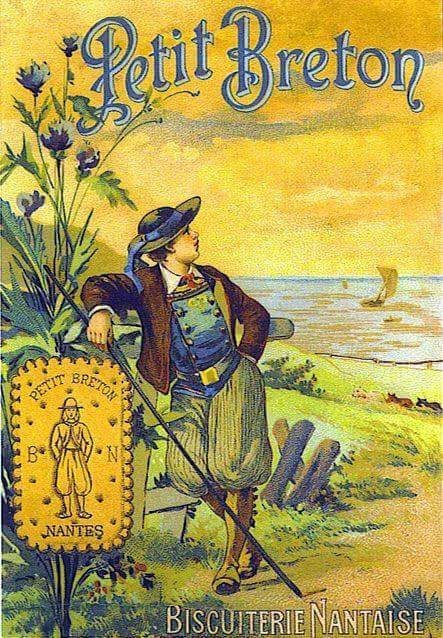
Petit Breton - Biscuiterie Nantaise